# Mughalsarai
Mughalsarai (o Mugalsarai, Mughal Sarai, Moghal Sarai, Moghulserdai) è una suddivisione dell'India, classificata come municipal board, di 88.386 abitanti, situata nel distretto di Chandauli, nello stato federato dell'Uttar Pradesh. In base al numero di abitanti la città rientra nella classe II (da 50.000 a 99.999 persone).

## Geografia fisica
La città è situata a 25° 18' 0 N e 83° 7' 0 E e ha un'altitudine di 65 m s.l.m.

## Società

### Evoluzione demografica
Al censimento del 2001 la popolazione di Mughalsarai assommava a 88.386 persone, delle quali 46.531 maschi e 41.855 femmine. I bambini di età inferiore o uguale ai sei anni assommavano a 13.677, dei quali 7.238 maschi e 6.439 femmine. Infine, coloro che erano in grado di saper almeno leggere e scrivere erano 56.916, dei quali 34.080 maschi e 22.836 femmine.